# Les Mariées de l'isle Bourbon
Pour plus de détails, voir Fiche technique et Distribution.
Les Mariées de l'isle Bourbon est un téléfilm français en deux parties réalisé par Euzhan Palcy en 2006. Il dure 180 minutes et traite de la colonisation de l'île Bourbon, aujourd'hui La Réunion.

## Synopsis
Ce téléfilm, bien que romancé, est fondé sur des événements historiques, et dépeint en particulier l'établissement des colons français et les mariages mixtes avec des populations malgaches déportées à partir de Madagascar avant l'instauration de l'esclavage.

## Fiche technique
- Réalisation : Euzhan Palcy
- Scénario : Jacqueline Cauet, Euzhan Palcy et Raphaëlle Valbrune
- Musique : Jean-Marie Sénia
- Dates de diffusion :
  - Le 27 septembre 2007 sur France 3 (première partie)
  - Le 4 octobre 2007 sur France 3 (seconde partie)
  - Téléfilm rediffusé en intégralité sur France 3 le 28 mars 2009
  - Téléfilm diffusé en intégralité sur France Ô le 16 janvier 2016

## Distribution
- Jean-Yves Berteloot : Michel Blancpain
- Sara Martins : Marie Gaudin
- Cécile Cassel : Louison Laforge
- Marie Piot : Alix
- William Nadylam : Jean Penmach
- Yannick Soulier : Henry La Baume
- Bruno Slagmulder : Jules Gaudin
- André Penvern : le père Romand
- Anne-Élodie Georget : Pauline [réf. souhaitée]
- Lydia Ewandé : grand-mère Cal
- Nicole Naze : Neny
- Alex Gador : Jao
- Djeya Soupramanien : Lalita-Cécile
- Daniel Naze : Kinga
- Lova Rasolofoson : M'Pimasy
- Jean-Pierre Boucher : Prieux
- Nicolas Moucazambo : Séfo
- Nicole Dambreville : la veuve
- Pascal Derosier : André
- Prisca Copeau : figurante
- Delphine Labeda : figurante
- Cedric Babef : figurant